# Isidore Plaisant
Isidore Plaisant (Bruxelles 23 septembre 1795 - 10 mai 1836) est le premier chef de l'administration de la Sûreté publique de Belgique, service qui groupait à l'époque tant la Sûreté de l'État que la Police des Étrangers. Il est aussi un haut magistrat à la Cour de Cassation et professeur à l'Université libre de Bruxelles.

## Biographie
Isidore Plaisant est le fils du commerçant Jean Joseph Plaisant et de Marie Rose Buchet. Il a pu poursuivre ses études de droit à Bologne grâce à une bourse fournie par la Fondation Jean Jacobs, et les a terminées à l'archigymnasio della Sapienza à Rome, où il a également été proviseur-régent à l'hospice Saint-Julien des Flamands. Il a présenté un Mémoire sur les hommes célèbres de la Belgique qui ont visité l'Italie, sur les monuments et les souvenirs qu'ils y ont laissés à l'Académie royale des Pays-Bas en 1816.
De retour à Bruxelles, il y commence sa carrière en tant qu'avocat, mais les arrêtés du gouvernement rendant obligatoire l'usage du néerlandais dans les tribunaux lui interdisent de plaider. Il devient alors professeur dans la nouvelle École Supérieure de commerce et d'industrie en 1830.
Son salon bruxellois est fréquenté par des progressistes de tous bords où, catholiques lamenaisiens, francs-maçons, intellectuels, y forment un premier noyau de l'Unionisme.
Il prend une part active lors de la révolution belge en s'engageant comme aide-de-camp dans la garde bourgeoise de Bruxelles en 1830. Il devient administrateur-général de la Sûreté publique le 16 octobre de la même année, et y reste jusqu'au 1er avril 1831.
Il revient dans la magistrature dès le 30 septembre 1830 comme avocat-général à la Cour Supérieure de Justice. Le 4 octobre 1832, il est nommé avocat-général à la Cour de cassation, faisant fonction de procureur-général. Il est officiellement nommé procureur-général le 30 mai 1834.
La même année, il est chargé du cours de droit public à l'Université libre de Bruxelles nouvellement fondée.
Il est reconnu pour son grand apport dans la rédaction de la Pasinomie, qualifiée d’« heroicum opus ».
Il décède prématurément de maladie à Bruxelles le 10 mai 1836 à l'âge de 40 ans.
Etienne de Gerlache fit de lui cet éloge: « Son immense érudition, la vivacité, la sûreté de son jugement et la facilité de son élocution étonnèrent plus d'une fois les magistrats, qui le regardèrent comme une conquête nouvelle et précieuse pour l'ordre judiciaire. Et en même temps, la douceur, l'aménité, l'obligeance naturelle de son caractère lui conquirent leur attachement ».

## Publications
- De l'étude du droit positif du royaume des Pays-Bas, 1828
- Rapport sur la situation du département de la Sûreté publique, présenté devant le Congrès national, par Isidore Plaisant, administrateur général
- La pasinomie ou collection des lois belges depuis 1788
- Eloge funèbre de Joseph-Denis Odevaere, peintre de S. M. le roi des Pays-Bas, décédé à Bruxelles, le 11 février 1830 (manuscrit conservé au cabinet des manuscrits de la Bibliothèque Royale).
- La constitution belge annotée, 1832
- François-Ernest de Chabrol-Chaméane & Isidore Plaisant, Dictionnaire de législation usuelle contenant les notions du droit civil, commercial, criminel et administratif avec toutes les formules des actes et contrats, et le tarif du droit d'enregistrement, Edition entièrement refondue et augmentée de la législation du royaume de Belgique, Précédé de la Constitution belge annotée par Isid[ore] Plaisant, procureur général près la Cour de cassation, Bruxelles, 1835-1836, 2 Vol.
- Dictionnaire de législation usuelle
- Code Constitutionnel de la Belgique, expliqué par ses motifs et des exemples, Bruxelles, 1836.
- Louis De Potter, Mémoires

## Distinctions
- Croix de fer[2]